# مونتيليوني دي سبوليتو
مونتيليوني دي سبوليتو (بالإيطالية: Monteleone di Spoleto)‏ هي بلدية في مقاطعة بيرودجا في إقليم أومبريا في إيطاليا.

## السكان
في سنة 1861 بلغ عدد السكان 1٬781 نسمة، وتطور العدد ليصل في سنة 2011 لـ 626 نسمة.
يظهر هذا المخطط البياني تطور النمو السكاني لـ مونتيليوني دي سبوليتو